# مارک سیتنیک
مارک سیتنیک (انگلیسی: Marek Sitnik؛ زادهٔ ۲۰ آوریل ۱۹۷۵) کشتی‌گیر اهل لهستان است.